# NVIDIA Metropolis
NVIDIA Metropolis是NVIDIA于2017年发布的一个端到云视频智能分析平台。Metropolis在公共安全、交通管理、智慧城市、资源优化等领域中的视频流进行深度学习分析。

## 硬件
NVIDIA Metropolis基于NVIDIA Jetson计算平台，应用NVIDIA Tesla GPU加速器的服务器和数据中心，能在终端完成深度学习推理。NVIDIA Quadro显卡能够提供数据可视化功能，包括JetPack、DeepStream和TensorRT等都支持NVIDIA Metropolis端到云视频智能分析平台。

## 应用
NVIDIA Metropolis可以对从边缘到云的物联网 (IoT) 应用程序的创建、部署与扩展。